# Roberto Matosas
Roberto Matosas (ur. 11 maja 1940 w Mercedesie) – piłkarz urugwajski noszący przydomek Abuelo, pomocnik, potem obrońca, stoper. Później trener.
Był w kadrze "40" na finały mistrzostw świata w 1966 roku. Jako piłkarz klubu CA Peñarol wziął udział wraz z reprezentacją Urugwaju w finałach mistrzostw świata w 1970 roku, gdzie Urugwaj zdobył miano czwartej drużyny świata. Zagrał we wszystkich sześciu meczach – z Izraelem, Włochami, Szwecją, ZSRR, Brazylią i Niemcami.
Od 23 marca 1963 do 10 lutego 1971 rozegrał w reprezentacji Urugwaju 20 meczów.
Nigdy nie zagrał w turnieju Copa América.
Występował w Peñarolu, z którym zdobył Copa Libertadores 1961 oraz dotarł do finału w Copa Libertadores 1962 i do półfinału Copa Libertadores 1963. Potem grał Argentynie w klubie River Plate, z którym dotarł do finału Copa Libertadores 1966, gdzie wystąpił przeciwko swemu poprzedniemu klubowi, Peñarolowi. Po powrocie do Urugwaju znów w Peñarolu, z którym dotarł do półfinału Copa Libertadores 1969 oraz pomógł klubowi w dotarciu do finału Copa Libertadores 1970, choć w samym finale nie zagrał. Ostatni raz w Pucharze Wyzwolicieli Matosas zagrał podczas nieudanego dla jego klubu turnieju Copa Libertadores 1973.
Łącznie w Copa Libertadores w latach 1961–1973 Matosas rozegrał 78 meczów i zdobył 6 bramek
Karierę piłkarską zakończył w Meksyku, gdzie potem osiadł na stałe i został trenerem (kierował m.in. drużyną klubu CF Monterrey). W 1976 pracował jako trener w USA, w klubie San Antonio Thunder. Uchodził za piłkarza myślącego i inteligentnego.
Jego syn Gustavo Matosas również jest trenerem.